# Lundkulla

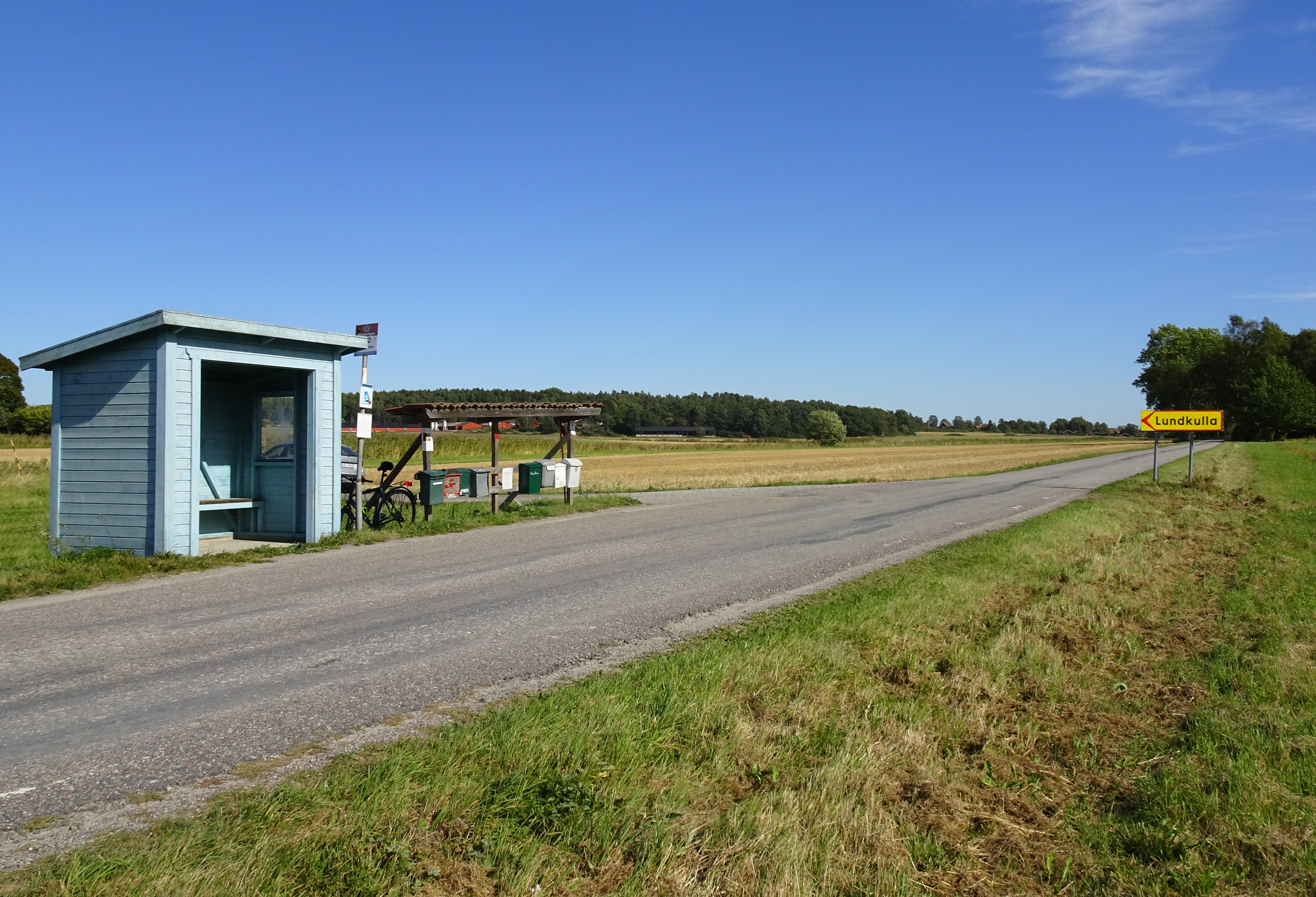
Busshållplats vid Adelsö ringväg.

Lundkulla är en by på södra delen av Adelsön, cirka 1,4 kilometer väster om Adelsö kyrka. Lundkulla som helhet har, trots laga skifte bibehållit en väl samlad bykaraktär.

## Historik

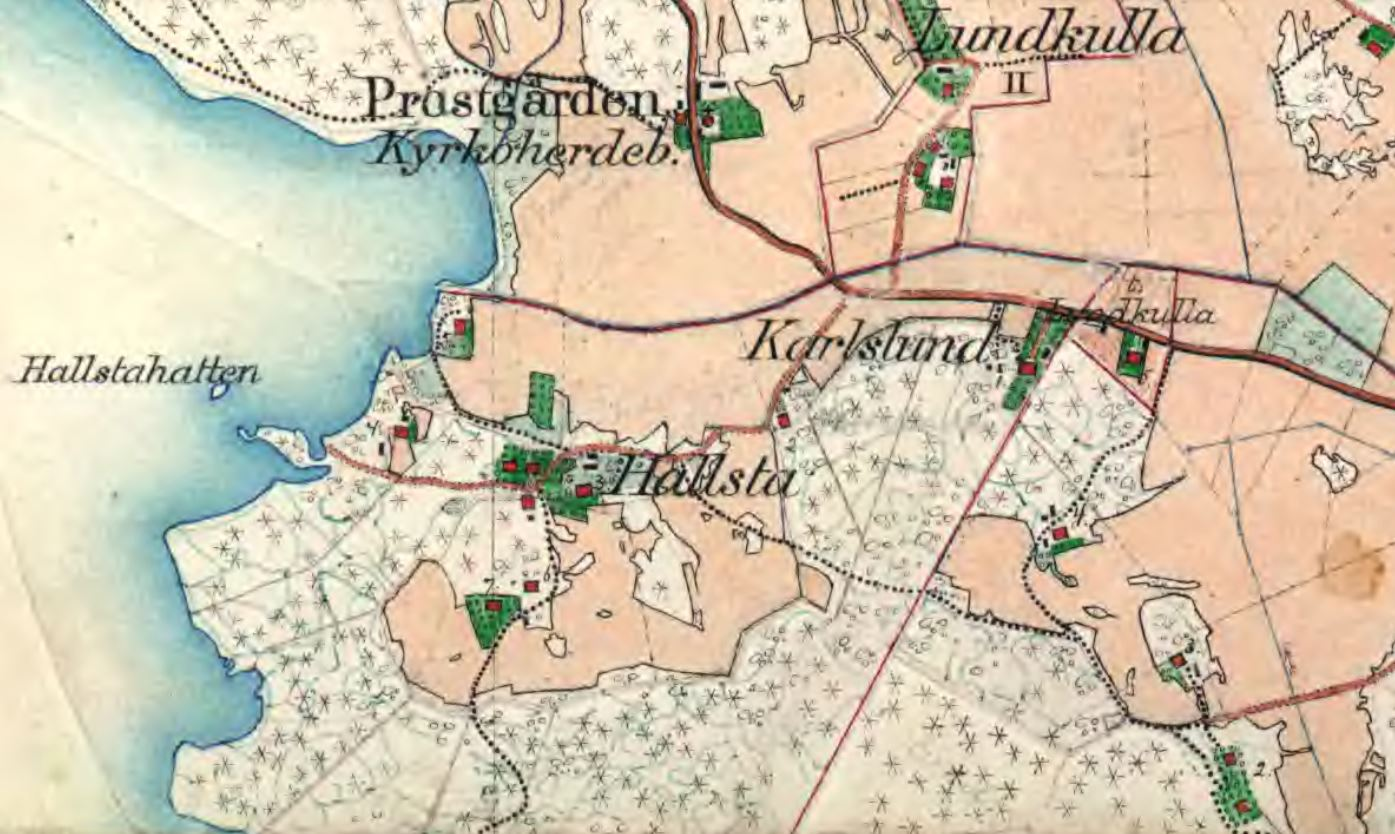
Lundkulla med omgivning på Häradsekonomiska kartan från 1901-1906.

Platsen var bebodd redan på järnåldern som ett gravfält med 33 fornlämningar nordväst om Lundkulla kan vittna om. Lundkulla by har fortfarande en samlad bykaraktär med ett typiskt läge på en kulle och omgiven av åkermark. Vid laga skiftet 1883 flyttades en gård från byn, som idag består av fyra gårdar. Ekonomibyggnaderna är numera borta på två av dessa.
Ett av de äldre boningshusen i byn är Lundkulla gård vars huvudbyggnad härrör från början av 1700-talet och var ursprungligen en enkelstuga som blev tillbyggd på 1800-talet med ett rum mot öster. Huset fick därmed en parstugeplan. På 1900-talet följde flera om- och tillbyggnader av Lundkulla gård. Till egendomen hör flera ekonomibyggnader samt 4,5 hektar mark, därav 2,25 ha åker. Gården har varit i nuvarande ägares släkt seden 1712.

## Lundkulla kvarn
Enligt arkeologen Hanna Rydh har det funnits fem väderkvarnar på Adelsön. En av dessa var Lundkulla kvarn som stod på en liten kulle strax nordväst om dagens samhälle. Enligt vindflöjelns datum byggdes den 1861. Kvarnen var fortfarande i drift på 1930-talet, men sedan tog den epoken slut när elektricitet drogs in i gårdarna. Lundkulla kvarn revs, liksom närbelägna Gredby kvarn, under andra världskriget och virket såldes som ved. Idag återstår kvarnfundamentet, några kvarnstenar och vindflöjeln.

## Bilder

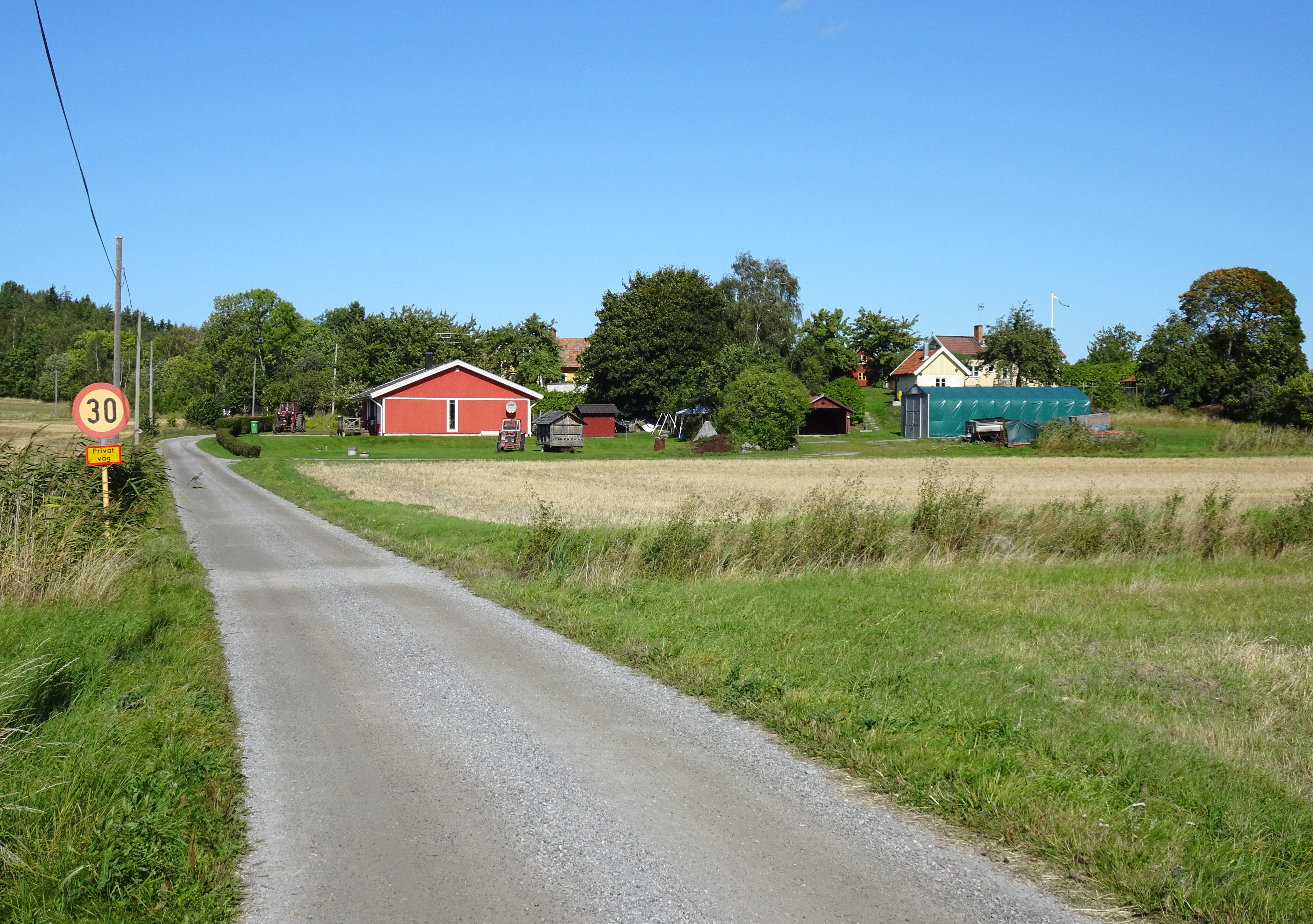
Lundkulla by, vy från Adelsö ringväg
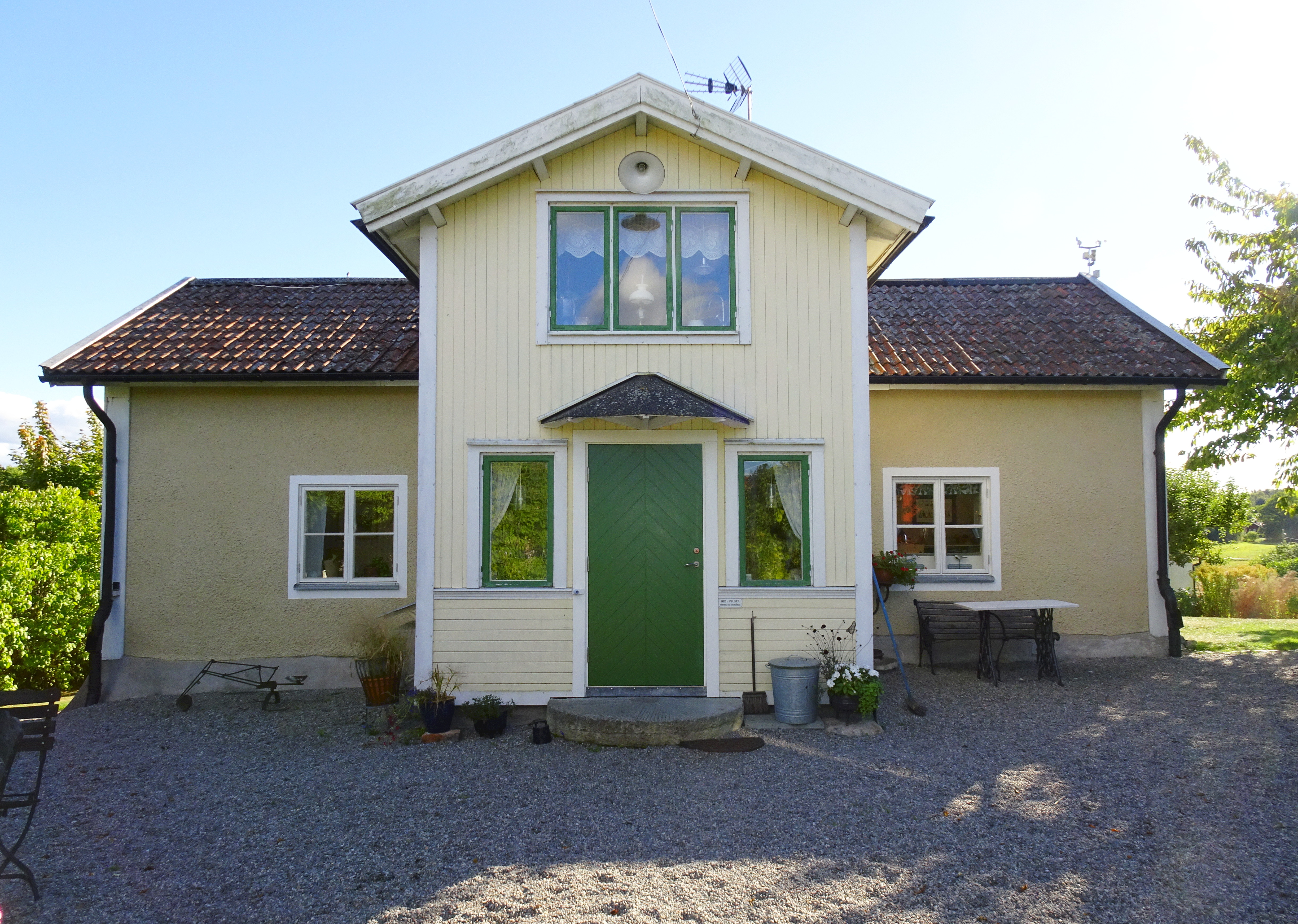
Lundgulla gårds huvudbyggnad
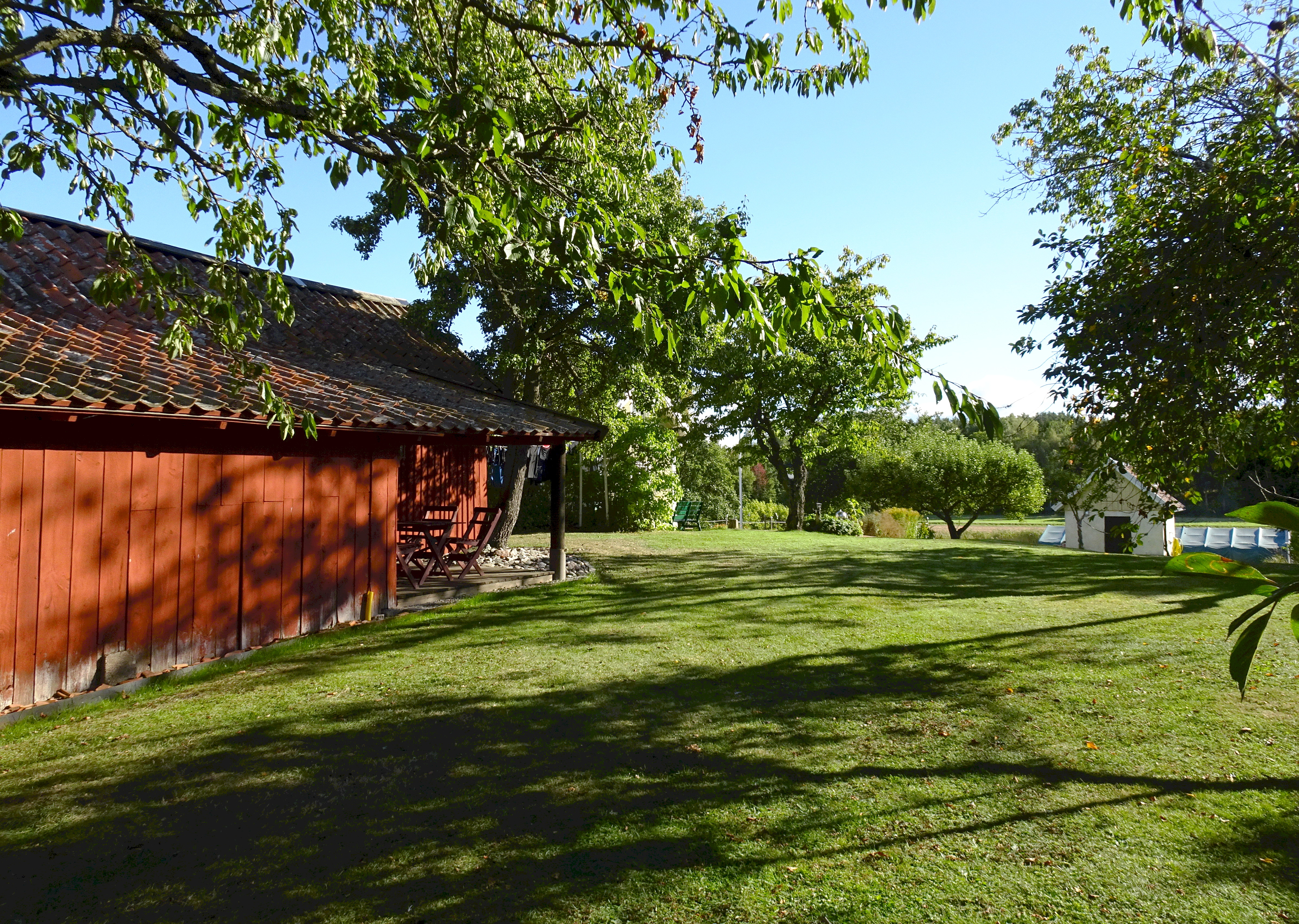
Lundgulla gårds ekonomibyggnad
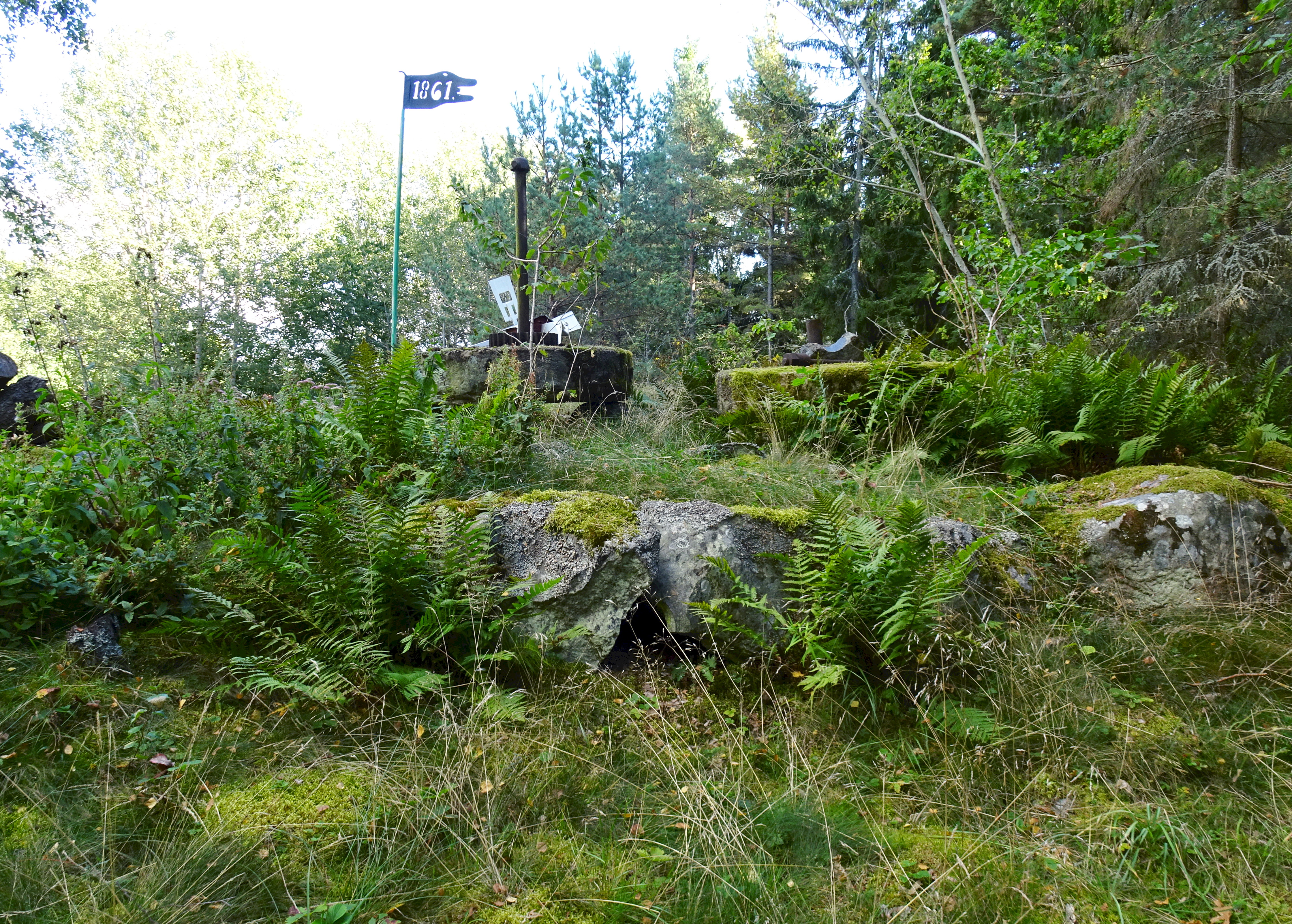
Lundkulla kvarn, fundament
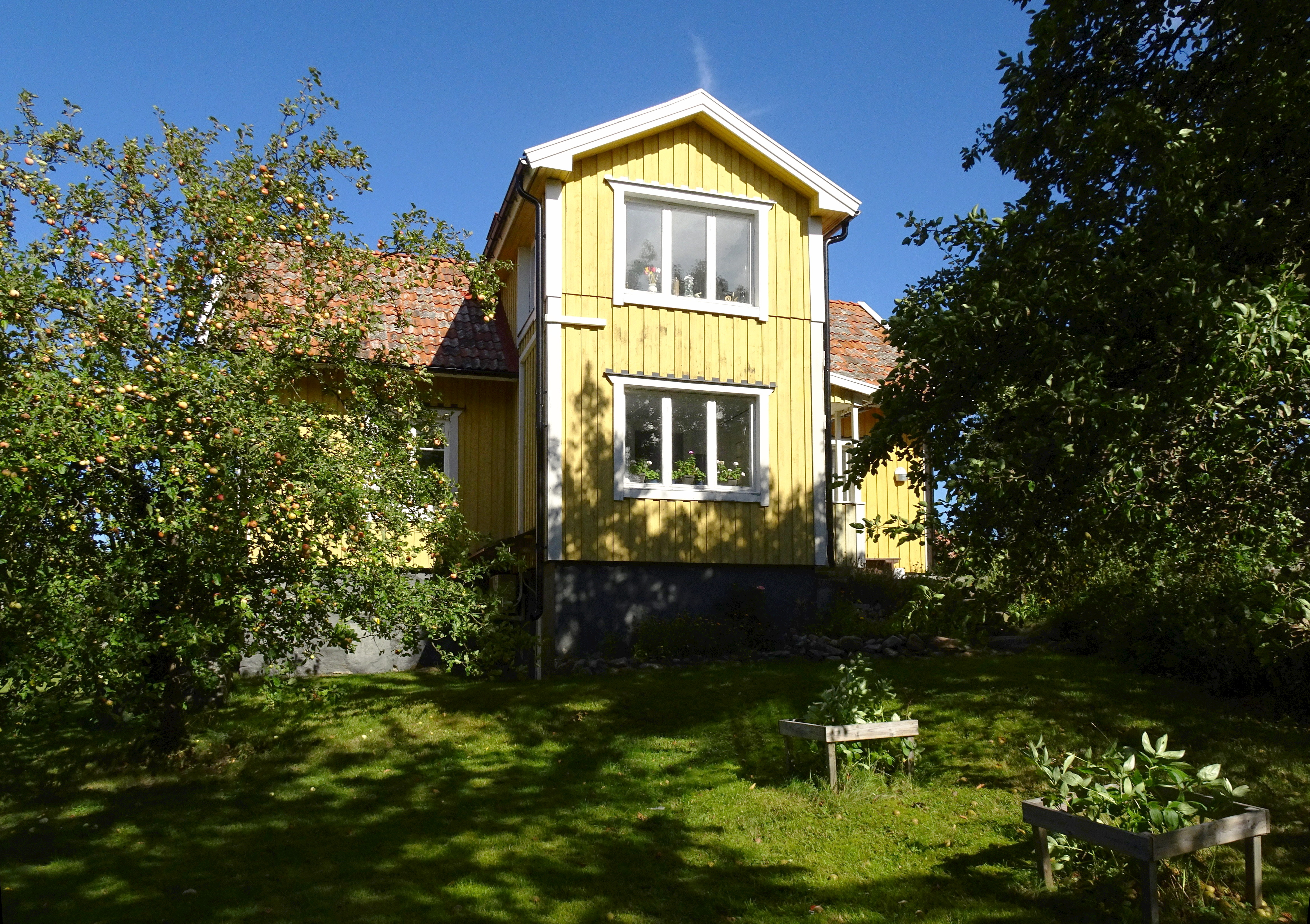
Lundkulla, äldre bostadshus